# Cazzago San Martino
Pour les articles homonymes, voir San Martino.
Cazzago San Martino est une commune italienne de la province de Brescia, dans la région Lombardie.

## Administration
| Période                                  | Période | Identité | Étiquette | Qualité |
| ---------------------------------------- | ------- | -------- | --------- | ------- |
|                                          |         |          |           |         |
| Les données manquantes sont à compléter. |         |          |           |         |

### Hameaux
Bornato, Calino, Pedrocca, Barco, Costa

### Communes limitrophes
Adro, Corte Franca, Erbusco, Ospitaletto, Passirano, Rovato, Travagliato